# Дівчинка на тлі перського килима
«Дівчинка на тлі перського килима» — станковий твір молодого художника Михайла Врубеля, створений у місті Києві 1886 року. Підтвердив визначне колористичне обдарування митця.

## Історія
Аби заробити грошей, художник і надумав створити картину «Східна казка». Полотно було знищене, але відома його композиція на малюнку 1886 року, який зберігає Національний музей «Київська картинна галерея». Врубель ретельно проробляв деталі, часто малював квіти. Малюнки 1885—1886 років рясніють зображеннями квітів («Шипшина», «Троянда», «Натюрморт з квітами і пресс-пап'є», «Акація», «Півонії в вазі»). Всі вони чергуються з замальовками для стінописів («Голова пророка») та численними зображеннями коханої Емілії Львівни, чужої дружини.
Після знищення «Східної казки» художник і створив новий твір, відомий зараз як «Дівчинка на тлі перського килима». Натурницею стала Марія, старша донька володаря Центрального київського ломбарда Г. Дахновича. Клієнтом каси був і сам Врубель, що брав невеликі суми під заклад власних речей та творів. Тому художнику дозволили використати для картини і коштовні килими, і ювелірні вироби, що були на той час в комерційному закладі Г. Дахновича.

## Опис твору

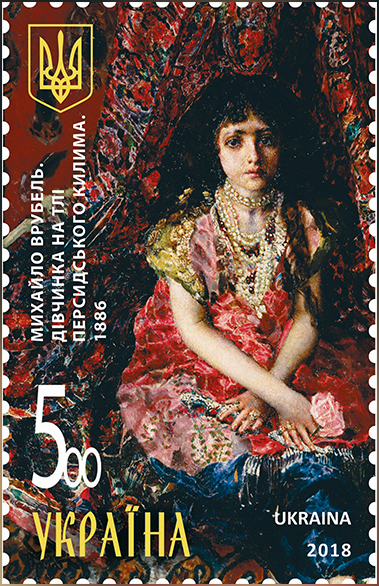
«Дівчинка на тлі перського килима», поштова марка України (2018)

На підлозі, на тлі перського килима сидить молоде дівчисько. Умовний, театралізований одяг дівчинки відповідає театральним же уявам глядача 19 століття про арабський схід. Панували уявлення про розкіш, шатри, водоспади перлів і насолоди. Такі уяви не мали нічого спільного з реальністю тогочасної мусульманської частини світу з її ринками рабів, закріпаченим станом жінки, хворобами, наркоманіями, натовпом жебраків, релігійним фанатизмом. Мусульманський світ в 19 ст. програв змагання з західноєвропейською цивілізацією і перебував в стані стагнації. Але інерція «Казок 1000 і однієї ночі» ще котилася світом і захоплюватиме уяву театральних художників, відбившись навіть в феєріях Леона Бакста на початку 20 ст.
Молодий художник і сам потерпав від невизнання, знав злидні, безгоршів'я, хворобу. Але був захоплений театром, його казками і магією, яку плекав в душі і протиставляв нудному існуванню. Свій варіант театралізованої «Східної казки» він і створив в картині «Дівчинка на тлі перського килима». Картина не має сюжету. Це як мізансцена в театральній виставі. Глядача дивує тривожний погляд дівчинки без надії розв'язати секрет її туги. Ситуацію заплутують і розкішні шати, і дивні перли, що натякають на щось, але без підказок. ЇЇ руки покладені на троянди і кинджал, тодішні розповсюджені символи кохання і смерті. Кольори твору взяті в майже повну силу, створюючі небачену гармонію. Від картини йшла майже сакральна магія, притаманна релігійним творам митця. Але тут був світський сюжет: чи то портрет в розкішному натюрморті, чи то небачений натюрморт, доповнений портретом.
Лише через десять років його знов стривожить образ жінки на тлі килима і він повторить призабуту композицію в картині «Ворожка», навіяною оперою «Кармен» (1895 рік, Третьяковська галерея). Але магія на «Ворожку» Врубеля — не зійшла.

## Побутування картини
Сподівання на продаж картини не виправдались. Полотно не сподобалось навіть Г. Дахновичу. Художник тричі намагався продати картину на аукціоні, але все було марно. В провінційному на той час Києві важо було знайти обізнаного прихильника сучасного світського живопису, котрий визнавали чи то невдалим, чи то декаденським. Кінець кінцем картину за 300 рублів придбав цукровий магнат Микола Терещенко, що мав вже картини російських митців. За часів СРСР його мистецька збірка буде націоналізована і стане підмурками сучасної Київської національної картинної галереї.
Картина не часто покидає рідні стіни і Київ. Її пощастило бачити лише відвідувачам небагатьох виставок в Італії, Франції та Великій Британії.